# 2019年派珀PA-46馬里布飛機墜毀
2019年派珀PA-46馬里布墜機事件發生在當年1月21日，一架派珀PA-46小型飛機在海峽群島奧爾德尼島附近失蹤，2名成員中，載有阿根廷足球員艾米利亚诺·萨拉。小型飛機原定由法國南特前往威爾斯卡迪夫。小型飛機失蹤13日後，其殘骸被尋獲。2月7日尋回一遺體，死者證實為萨拉。

## 失蹤
小型飛機在歐洲中部時間晚間8:15分（格林尼治標準時間晚上7:15分）於南特大西洋機場起飛，前往卡迪夫機場。客機失蹤前2日，萨拉由南特足球俱乐部轉投卡迪夫城足球俱乐部。根西警察部門確認機長為大卫·伊博森（David Ibbotson）。飛機與根西航空管制塔的最後一次聯絡在起飛後的15分鐘，當時機長要求從1500米高空下降至700米，其後便於海峽群島奧爾德尼島的西北約13公里外失去聯絡。
2月3日，當局在海床發現客機殘骸。英国航空事故调查局表示：「不幸地，我們在ROV的錄影影片中，發現殘骸內有1名乘客（的屍體）。

## 客機
肇事客機為六座位單活塞引擎的派珀PA-46馬里布，並在美國註冊，編號為N264DB，序列號為46-8408037。飛機在1984年製造，2015年9月11日獲發适航证。
飛機在2019年1月24日於英國薩福克郡邦吉的南方客機咨询公司的受托人处登记。

## 搜救

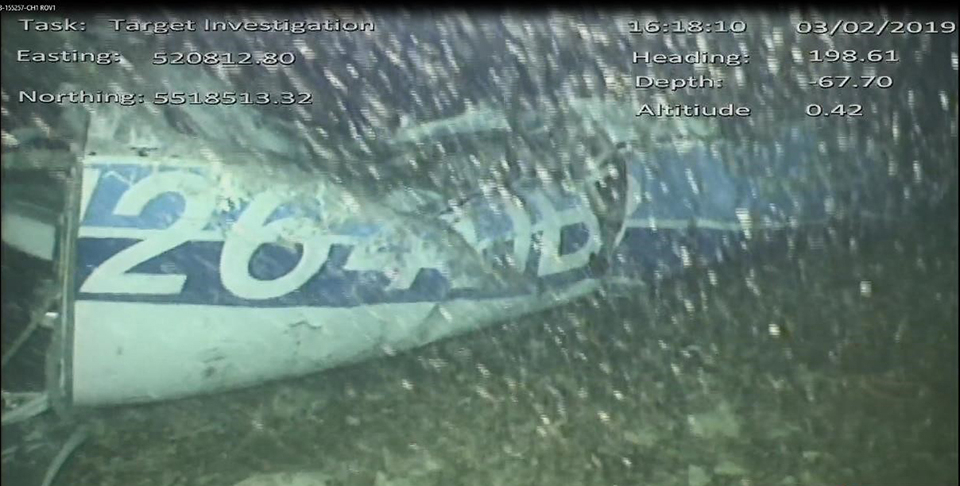
英國航空事故調查局（AAIB）發佈位於海床上的派帕殘骸圖片

搜索和拯救行動在事後開展，但因天氣惡劣的關係而在當地時間1月22日凌晨3點暫停。法國派出一架直升機，島和奧爾德尼島也派出救生艇。即使事發地點並非英國的負責範圍，但英國海岸防衛隊仍然派出兩架直升機，與法方一同進行行動。
搜救行動在同日早上10點重啟。直到早上11:45分，5架直升機和兩艘救生艇已經搜索超過1,000平方英里（2,600平方）的範圍，但仍然沒有任何發現。其後法國海軍的船隻也加入行動。直至同日下午4點半，1架飛機和一艘救生艇仍然進行搜索行動，已搜範圍增加至1,155平方英里（2,990平方）。搜救行動於同日黃昏時間再次暫停。當局發現漂浮物，但未能確認是否客機的殘骸。翌日早上9時，行動恢復，2架飛機搜索奧爾德尼島附近的範圍。直至當日中午12點半，1架直升機和3架飛機繼續搜索行動，當局又檢視衛星圖片和手機網絡數據，不過仍然沒有任何頭緒。
在1月23日，海峽群島空域搜索組織發言人表示沒有在該水域尋回生還者的可能。現時搜索焦點在於生還者是否可能已登上附近水域的救生艇。官方搜索於1月24日停止，理據是失蹤者生還機會極為渺茫。當時已搜索約1,700平方英里（4,400平方）的範圍，包括布爾胡島、卡斯奇茲堡礁、奧爾德尼島、科唐坦半島北岸、澤西島北岸及薩克島北岸。
私人搜索于1月26日启动，通过专门机构募集资金259,000英镑。1月28日，领导搜索的海洋科学家大衛·梅恩斯宣布，當時预计将有一艘无人遥控潜水器（ROV）於2月1~2日左右到位，但搜索行动很可能受到恶劣天气条件的阻碍。搜索区域将集中在大约25平方海哩（86平方）的海底；飞机的最后一个已知位置是赫德海淵以北。与此同时，正在使用两艘渔船对该地区进行水面搜索。
2019年1月30日，格林威治标准时间下午1:58分左右，航空事故调查处（AAIB）报告说，法國芒什省敍爾坦維爾附近发现了两个座垫，可能屬於失踪飞机。 AAIB确定了一个大约4平方海哩（14平方）的优先搜索区域，并委托英国国防部的一艘调查船使用声纳设备搜索海底的飞机。船只“Geo Ocean III”在2月3日开始进行的AAIB搜索與私人搜索，预计将持续长达3天；私人搜索目標为“直到找到飞机”。搜索计划将覆盖一个在島北部約24海里（44），4平方海哩（14平方）範圍的区域。
2月3日，梅恩斯指飞机残骸的深度约为63米，并且有可能薩拉和伊博森的尸体仍在机上。翌日，航空事故调查处的遙控潛水器發現殘骸上印有飛機的登記編號，並表示將會「盡快」打撈殘骸。2月7日，當局公布殘骸中的遺體已運到波特蘭島以作驗屍，並之後證實其身份正是卡城球員薩拉本人，而機師伊博森則仍然下落不明。當局計劃打撈客機殘骸的計劃則因天氣惡劣的關係而不成功。
機師大衛·伊博森（David Ibbotson）的女兒發起眾籌，希望重新搜尋其父親。2月10日，法國職業足球員捐贈大約27,000鎊。另外，英格蘭前職業足球員亦捐贈了1000鎊。
2月11日，驗屍官證實沙拿的死因為「頭胸嚴重受傷」。

## 調查
1月23日，空中事故调查处对事故进行了调查。局内部和分析局，民事调查局和国家运输安全委员会正在提供援助。部分调查将涵盖与事故有关的运作方面，包括许可和飞行计划。据报道，伊博森持有私人飛行執照，这不允许他携带乘客牟利。當局在2月4日確認客機位置後表示將會在兩星期內發表初步報告。
駕駛員在2012年至2014年之間曾接受商業飛行執照的學習，在修業完成前即中退。而在2019年3月30日，經調查發現駕駛員患有色盲，這表示他不能在夜間進行駕駛飛行，雖說經後續檢定其色覺「處於安全範圍」，並不影響夜航，但伊博森的夜間飛行訓練一直未完成。
8月14日，對薩拉遺體的屍檢報告有了新的發表，其遺體內碳氧血紅蛋白在血液中的濃度高達58%，判定為一氧化碳中毒，只要該濃度超過50%就有可能致死。AAIB於是推定駕駛員也有很大的可能有同樣的症狀。
2020年3月13日，AAIB發表事故的最終報告。事故被認定是駕駛員未持有商業飛行執照，加上未完成夜間飛行訓練，導致其在事故當日為了迴避惡劣氣象進行不規則飛行動作時失去控制，導致飛機在空中分解。以及，駕駛員沒有商業飛行執照卻非法載客。還有駕駛員可能因飛機排氣管疑似出現破損，一氧化碳隨暖氣進入機艙，致使一氧化碳中毒認知能力下降，有可能因此失去意識使飛機失去控制。

## 相關紀錄片
- 本次空難被製播為《空中浩劫》第二十四季「Lost Star Footballer」。